# Trachelyopterus lacustris
Trachelyopterus lacustris är en fiskart som först beskrevs av Lütken, 1874.  Trachelyopterus lacustris ingår i släktet Trachelyopterus och familjen Auchenipteridae. Inga underarter finns listade i Catalogue of Life.